# Thelephoraceae
Famille
Les Thelephoraceae forment une famille de champignons de l'ordre des Thelephorales.

## Liste des genres

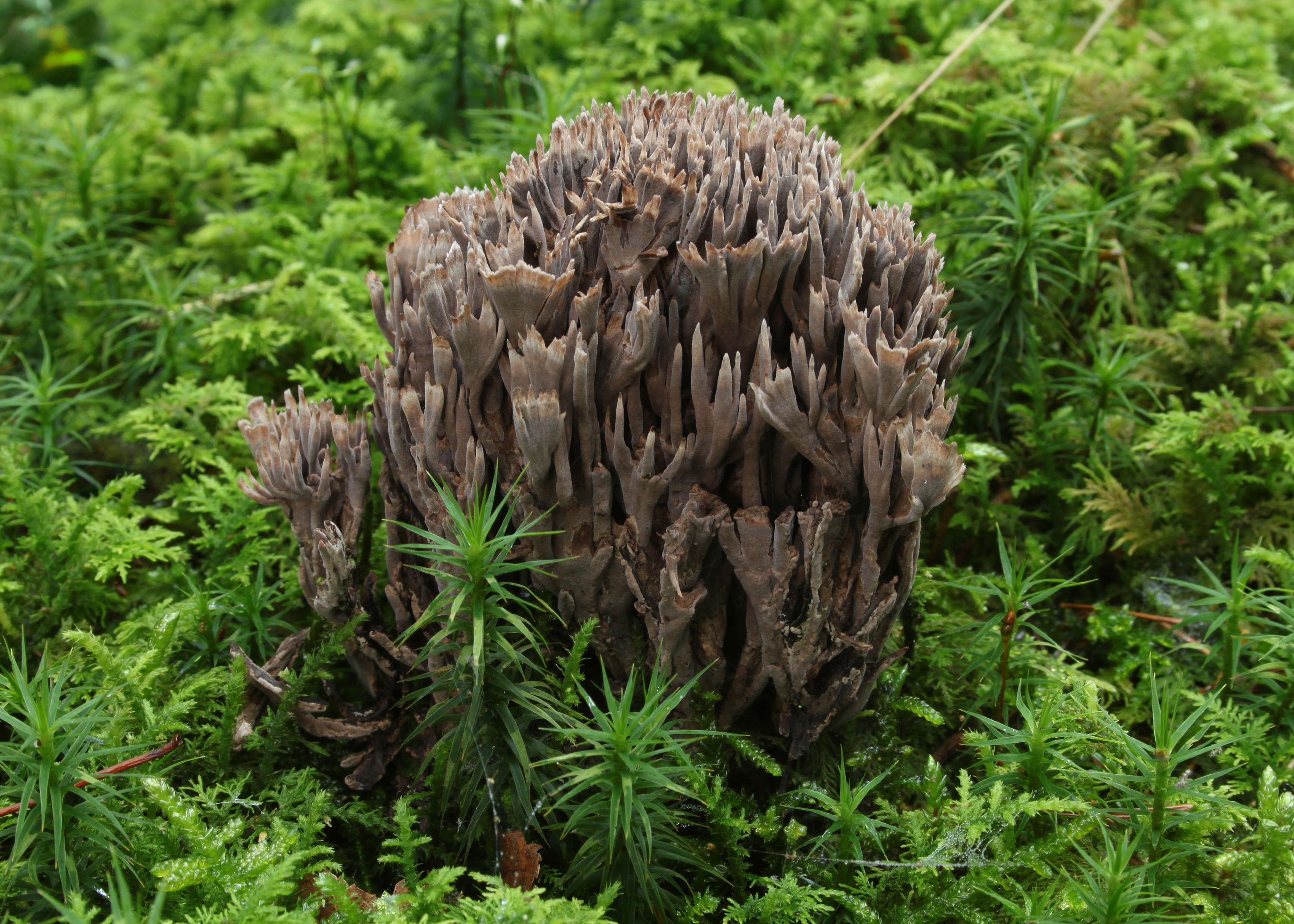
Thelephora terrestris.

Selon Catalogue of Life (12 janvier 2020) :
- Amaurodon
- Hypochnus
- Lenzitopsis
- Odontia
- Parahaplotrichum
- Polyozellus
- Prillieuxia
- Pseudotomentella
- Skepperia
- Thelephora
- Tomentella
- Tomentellopsis